# Bodies (Robbie Williams)
Bodies è un brano musicale registrato da Robbie Williams per l'ottavo album Reality Killed the Video Star, da cui è stato estratto come primo singolo nel 2009.

## Descrizione
Bodies è stato scritto da Robbie Williams, Brandon Christy e Craig Russo e prodotto da Trevor Horn, Guy Chambers e Mark Ronson. Il brano è stato presentato in anteprima durante la trasmissione televisiva The Chris Moyles Show della BBC Radio 1, subito dopo una intervista concessa da Robbie Williams il 4 settembre 2009. Il singolo è stato invece pubblicato il 12 ottobre 2009. In contemporanea all'uscita discografica, la canzone è stata usata da Vodafone per il lancio della sua nuova campagna pubblicitaria.

## Video musicale
Il video musicale prodotto per Bodies è stato filmato nel deserto del Mojave e diretto dal collaboratore storico di Robbie Williams, Vaughan Arnell. È stato presentato ufficialmente il 9 settembre 2009. Nel video Robbie Williams, attraversa il deserto, dapprima in motocicletta ed in seguito in automobile, per giungere nei pressi di un aeroporto militare. Inoltre nel video appare l'attrice americana e sua moglie Ayda Field.

## Tracce
CD promozionale Chrisalys (EMI)
1. Bodies — 4:04

CD
1. Bodies — 4:04
2. Bodies (Body Double Remix) — 6:14

Download digitale
1. Bodies — 4:04
2. Bodies (Body Double Remix) — 6:14
3. Bodies (Fred Falke Remix) — 6:53

## Classifiche
| Classifica (2009)         | Posizione più alta |
| ------------------------- | ------------------ |
| Australia                 | 4                  |
| Austria                   | 1                  |
| Belgio (Fiandre)          | 5                  |
| Belgio (Wallonia)         | 2                  |
| Danimarca                 | 2                  |
| Finlandia                 | 2                  |
| Francia                   | 8                  |
| Germania                  | 1                  |
| Irlanda                   | 3                  |
| Italia                    | 1                  |
| Norvegia                  | 19                 |
| Nuova Zelanda             | 30                 |
| Paesi Bassi Singles Chart | 3                  |
| Regno Unito               | 2                  |
| Spagna                    | 16                 |
| Svezia                    | 4                  |
| Svizzera                  | 1                  |
| Ungheria                  | 1                  |